# Max Hommel
Max Hommel (* 13. März 1902 in Frauenfeld; † 9. November 1972 in Bern) war Präsident der Eidgenössischen Bankenkommission.

## Leben

### Familie
Max Hommel war der Sohn des Schreiners Karl Emil Hommel und dessen Ehefrau Ida (geb. Füllemann).
Er war mit Anna Thomann (* 1903; † 18. November 1991) verheiratet.

### Werdegang
Max Hommel erhielt eine Ausbildung zum diplomierten Bücherexperten und war darauf Inspektor beim Verband schweizerischer Lokalbanken in Zürich; im September 1938 wurde er als Chefinspektor in den Revisionsverband bernischer Banken und Sparkassen, der die Aufgabe hatte, die Jahresabschlüsse der Mitgliedsinstitute zu prüfen und den Bankleitern beratend zur Seite zu stehen, berufen.
Er war seit 1939 Vorsteher des Sekretariats der Eidgenössischen Bankenkommission, dessen Mitglied er 1946 wurde; im selben Jahr gab er seine Vorsteher-Funktion auf, weil er sich mit einem privaten Treuhandunternehmen und als Revisor in Bern selbständig machte.
1949 wurde er zum kaufmännischen Mitglied des Handelsgerichts gewählt. 1952 erfolgte seine Wahl als Revisor des Berner Theatervereins.
Von 1954 an wurde er durch den Bundesrat zum Mitglied der Kommission für die Nationalisierungsentschädigung gewählt.
Er wurde 1954 zum Vizepräsidenten der Eidgenössischen Bankenkommission ernannt und war seit Mai 1955 deren Präsident im Nebenamt; als Vizepräsident folgte ihm Alfred Hirs (1889–1978).
Ende Juni 1965 wurde er wegen des Verdachts auf Amtspflichtverletzung durch den Bundesrat seines Amtes als Präsident der Eidgenössischen Bankenkommission enthoben; ihm folgte Hans Streuli.
Zum 1. Januar 1950 erhielt er die Beförderung zum Hauptmann der Infanterie.

### Entlassung aus dem Amt des Präsidenten der Eidgenössischen Bankenkommission
Max Hommel wurde am 4. Juni 1965 durch den Bundesrat, unter dem Vorsitz von Ständerat Peter Müller, von seinem Amt als Präsident der Eidgenössischen Bankenkommission vorläufig freigestellt; gleichzeitig wurde die Bundesanwaltschaft mit Ermittlungen wegen des Verdachts von Amtspflichtverletzungen beauftragt. Der Bundesrat war durch den Vorsteher des Eidgenössischen Finanz- und Zolldepartementes, Bundesrat Roger Bonvin, sowie durch den Fürsprecher Bernhard Müller (1921–2006), Sektionschef Ia in der Eidgenössischen Finanzverwaltung informiert worden.
Nach dem Stundungsgesuch der Schweizerischen Spar- und Kreditbank AG sowie der Genfer Handels- und Kreditbank, wurde eine Strafanzeige durch die Eidgenössische Bankenkommission wegen Betrug und untreuer Geschäftsführung gegen Julio Munoz und den ehemaligen Direktor der Spar- und Kreditbank, Hermann Hug, gestellt. Die Untersuchung ergab, dass Max Hommel als Inhaber eines Treuhandbüros im Herbst 1963 ein bezahltes Mandat als Finanz- und Steuerberater zweier Gesellschaften des spanischen Financiers Julio Munoz angenommen hatte. Dieses Mandat verschwieg er jedoch gegenüber der Bankenkommission und 1964 stritt er dieses Mandat gegenüber dem Vorsteher des Sekretariates der Bankenkommission und im Frühjahr 1965 gegenüber dem Finanz- und Zolldepartement ab.
Während er das Mandat bei Julio Munoz annahm, hatte er bereits Kenntnis, dass die Spar- und Kreditbank als auch die Banque Genevoise de Credit et de Commerce auf Weisung des Hauptaktionärs als auch deren Hauptschuldner Julio Munoz ausländischen Gesellschaften, die dem Hauptaktionär nahe stehen, sehr bedeutende Kredite ohne bankmässige Garantien gewährt hatten. Später empfahl Max Hommel dem Verwaltungsrat der Schweizerischen Spar- und Kreditbank AG in St. Gallen, der Munoz-Gruppe neue Kredite zu gewähren. Zu diesem Zeitpunkt waren die Verpflichtungen gegenüber der Munoz-Gruppe bereits übermäßig hoch.
Auch wenn er nach dem Bankengesetz eine private Tätigkeit auf dem Gebiete des Bankwesens ausüben durfte, wurde jedoch erwartet, dass er jede Interessenkollision zu vermeiden und jede Tätigkeit zu unterlassen habe, die der Unabhängigkeit der Kommission abträglich sein könnten. Weil er sich an diese Richtlinie nicht gehalten hatte und später auch das Mandat leugnete, entschied der Bundesrat, dass er als Präsident der Bankenkommission nicht mehr tragbar sei und enthob ihn Ende Juni 1965 endgültig seines Amtes.

## Mitgliedschaften
1956 war Max Hommel war Präsident des 1934 gegründeten Berner Curling-Clubs.